# Mekar Mukti (Sekampung)
Mekar Mukti is een bestuurslaag in het regentschap Lampung Timur van de provincie Lampung, Indonesië. Mekar Mukti telt 1980 inwoners (volkstelling 2010).